# Береславка (Україна)
Бересла́вка — село в Україні, у Кетрисанівській сільській громаді Кропивницького району Кіровоградської області. Населення становить за переписом 2001 року 139 осіб. (За неофіційними даними, згідно розповідей жителів цього села, в ньому проживає, станом на 2025 рік, 20 людей)

## Географія
На північно-західної околиці села з водойми бере початок річка Стовбовата. Сьогодні ця річка розбита на ставки, і вже не утворює постійного потоку

## Історія
Село належало до Бобринецького району до його ліквідації 17 липня 2020 року.

## Населення
Згідно з переписом УРСР 1989 року чисельність наявного населення села становила 197 осіб, з яких 71 чоловік та 126 жінок.
За переписом населення України 2001 року в селі мешкало 139 осіб.

### Мова
Розподіл населення за рідною мовою за даними перепису 2001 року:
| Мова       | Відсоток |
| ---------- | -------- |
| українська | 94,96 %  |
| молдовська | 4,32 %   |
| російська  | 0,72 %   |

## Відомі уродженці
- Троцький Лев Давидович (1879—1940) — більшовицький політичний і державний діяч, теоретик марксизму.